# Kennedy McKinney
Kennedy McKinney (Hernando, Estados Unidos, 10 de enero de 1966) es un deportista olímpico estadounidense que compitió en boxeo, en la categoría de peso gallo y que consiguió la medalla de oro en los Juegos Olímpicos de Seúl 1988.

## Palmarés internacional
| Juegos Olímpicos | Juegos Olímpicos     | Juegos Olímpicos | Juegos Olímpicos |
| Año              | Lugar                | Medalla          | Prueba           |
| ---------------- | -------------------- | ---------------- | ---------------- |
| 1988             | Seúl (Corea del Sur) | Medalla de oro   | Peso gallo       |